# OnePlus 6T
Das OnePlus 6T ist ein vom Hersteller OnePlus entwickeltes und vertriebenes Smartphone. Es wurde am 30. Oktober 2018 als Nachfolger des OnePlus 6 offiziell vorgestellt und ist in Deutschland seit dem 6. November 2018 erhältlich.

## Design und Technik

### Design, Gehäuse und Display
Als Material auf der Rückseite ist Glas verwendet worden. Das Display ist mit 2.5D Gorilla Glass 6 geschützt. Es hat eine Diagonale von 6,41" und eine Auflösung von 2340 × 1080 Pixeln. Bei diesem wird die Displaytechnik Optic AMOLED eingesetzt.
Neu für diese Modellreihe ist der Fingerabdrucksensor im Display, wodurch Platz auf der Vorderseite gespart wird.
An der Unterseite befindet sich ein USB Type C-Anschluss, welcher für das Laden des Akkumulators sowie für die Übertragung von Daten verantwortlich ist, ebenso wie für die Übertragung von Audio-Signalen. Erstmals hat OnePlus auf eine 3,5-mm-Klinkenbuchse verzichtet. Somit steht dem Nutzer nur noch ein physischer Anschluss zur Verfügung.

### Digitalkameras
Sowohl auf der Vorder-, als auch auf der Rückseite verbaut Oneplus-Digitalkameras. Auf der Rückseite kommt hier eine Dualkamera mit zwei Sensoren mit 16 (IMX519) und 20 Megapixeln (IMX376K) des Herstellers Sony zum Einsatz, während auf der Vorderseite ein 16 Megapixel-Sensor vom Typ IMX 371 verbaut ist.

### Prozessor und Speicher
Im OnePlus 6T ist der Qualcomm Snapdragon-845-Prozessor mit acht Kernen verbaut, welchem 6, 8 oder 10 Gigabyte an LPDDR4X-Arbeitsspeicher zur Seite stehen. Je nach Version, beträgt der Massenspeicher hingegen 128 oder 256 Gigabyte, eine 64-Gigabyte-Variante entfällt erstmals.

## Software
Das Gerät wird mit dem OnePlus eigenen OxygenOS, basierend auf Android 9 „Pie“, ausgeliefert. Ab Werk sind Dienste von Google wie Play Store und Chrome vorinstalliert und lassen sich nicht deinstallieren.

## McLaren Edition
Ab dem 13. Dezember 2018 verkauft OnePlus in Zusammenarbeit mit McLaren eine Sonderedition mit u. a. 10 GB RAM, einer Karbonfaser Rückseite und WarpCharge 30, mit der das Gerät in 20 Minuten auf 50 % geladen werden kann.